# Tor doświadczalny Instytutu Kolejnictwa

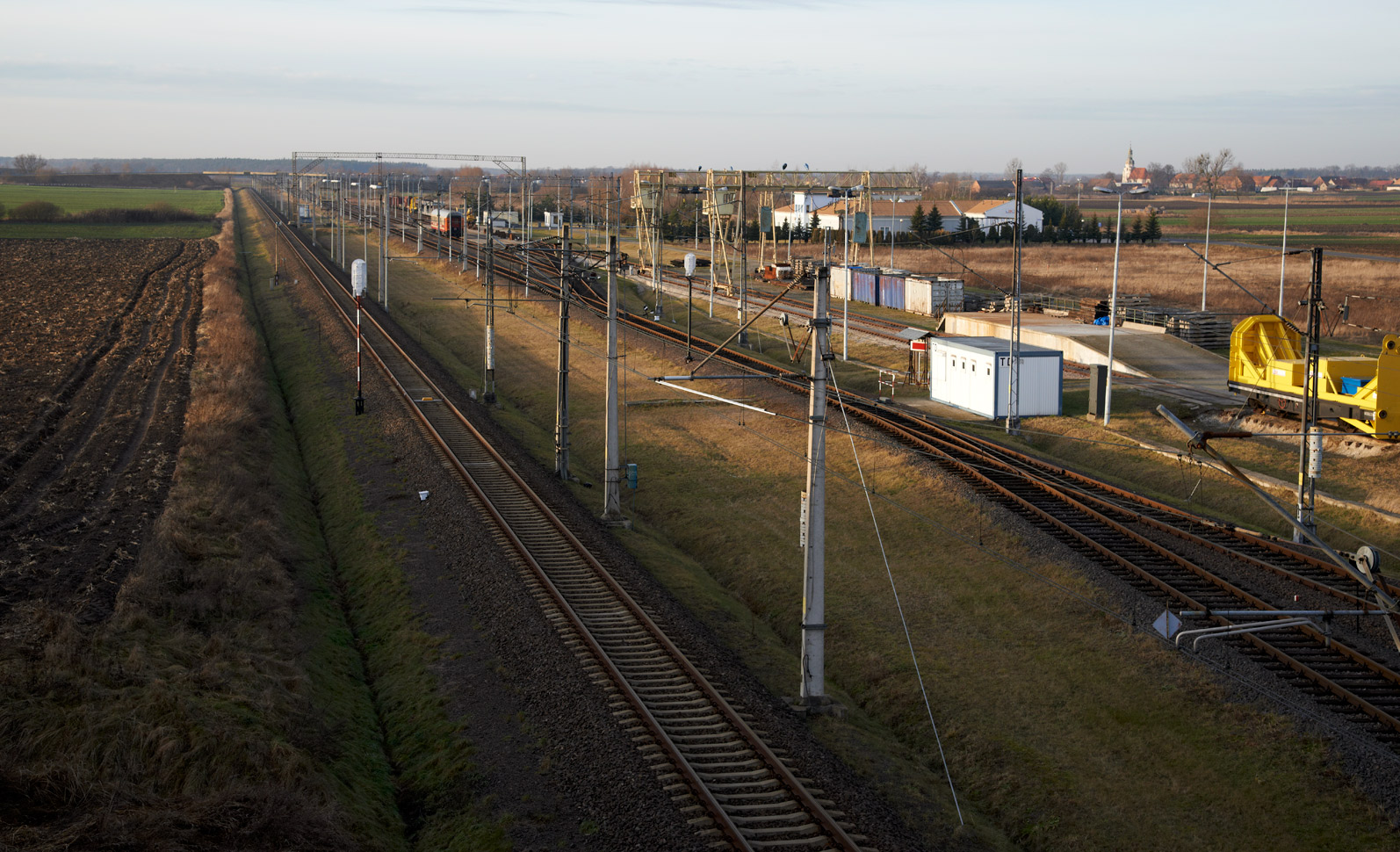
Widok na stację zakładową przy torze

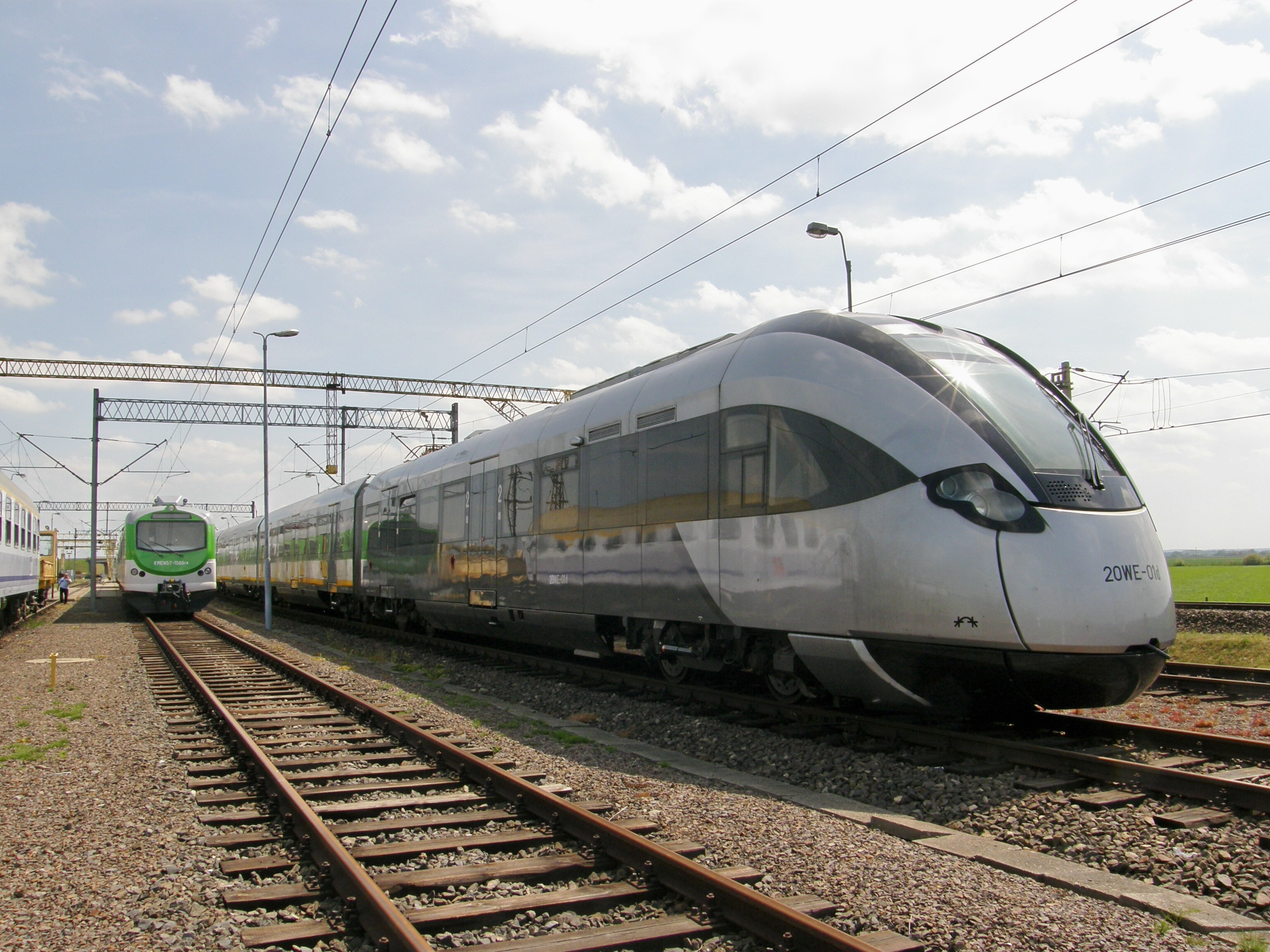
EZT typu 20WE produkcji Newagu na bocznicy przy torze doświadczalnym (2009)

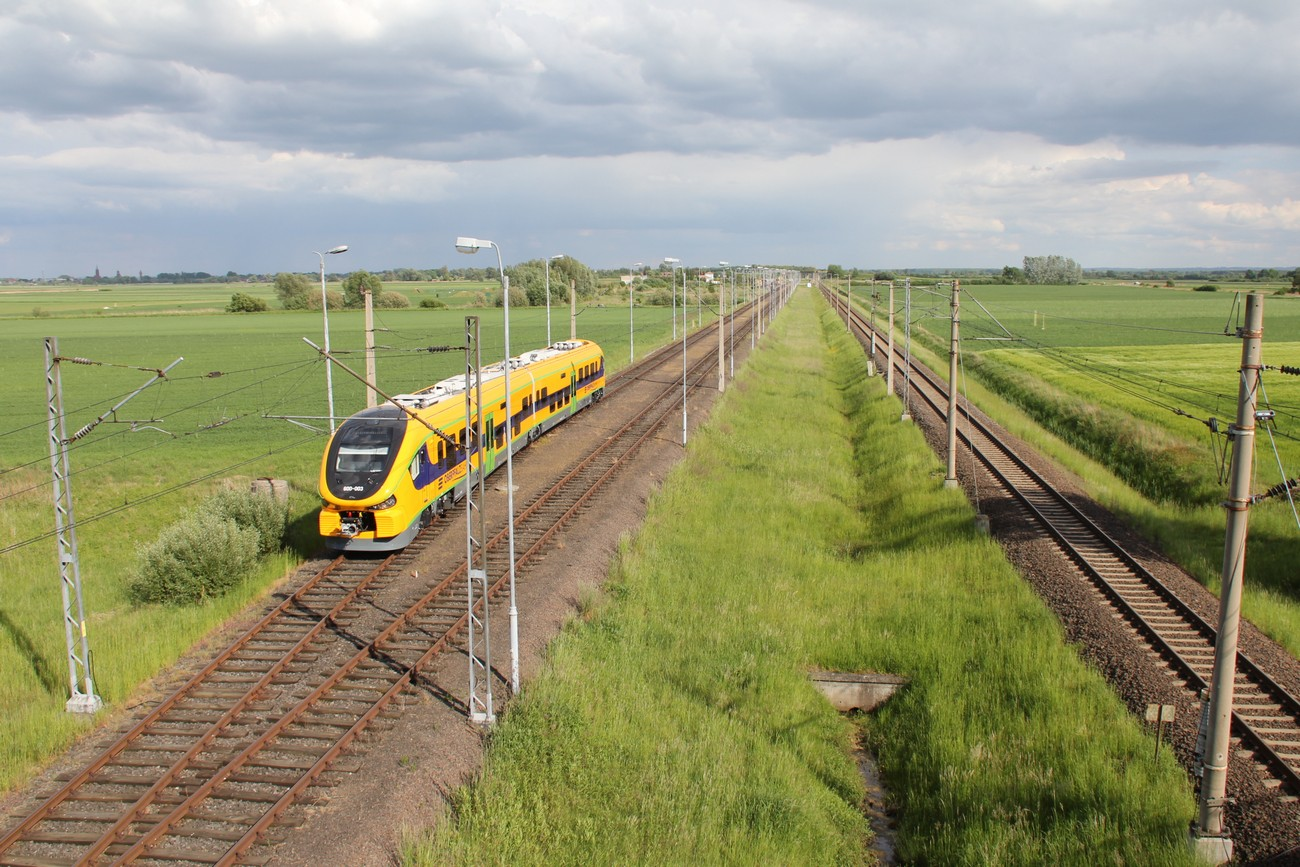
Pesa Link dla Regentalbahn podczas testów (2013)

Tor doświadczalny Instytutu Kolejnictwa – tor kolejowy, znajdujący się w okolicy miasta Żmigród, w województwie dolnośląskim. Tor ma charakter badawczy i doświadczalny, służy przede wszystkim testom trwałości i niezawodności pojazdów, systemów, nawierzchni i urządzeń kolejowych. Obiekt jest zarządzany przez Instytut Kolejnictwa i jego jednostkę – Ośrodek Eksploatacji Toru Doświadczalnego. Część toru doświadczalnego zajmują laboratoria Instytutu Badawczego Dróg i Mostów.
Tor jest jedynym tego typu obiektem w Polsce, jednym z sześciu funkcjonujących w Europie i ośmiu na świecie.

## Historia

### Geneza
Na początku lat 50. XX w. zaczęto wskazywać na potrzebę budowy toru doświadczalnego w Polsce. Analizowano różne koncepcje obiektu oraz proponowano różne lokalizacje. Początkowo tor chciano wybudować w okolicach Warszawy bądź na terenie warszawskiej Olszynki Grochowskiej, gdzie na przełomie lat 50. i 60. swoją siedzibę przeniósł ówczesny Centralny Ośrodek Badań i Rozwoju Techniki Kolejnictwa. Do końca lat 60. nie wykonano jednak żadnych konkretnych opracowań i nie podjęto żadnych decyzji.
W latach 70., gdy transport kolejowy w Polsce odgrywał ważną rolę, powrócono do tematu. Zdawano sobie sprawę, że wszelkie rozwiązania techniczne wprowadzane na kolei muszą być poddawane próbom eksploatacyjnym, a nie tylko badane w laboratoriach. Proponowano wówczas dwa warianty, które zakładały budowę toru badawczego o długości kilkunastu bądź kilkudziesięciu kilometrów wzdłuż istniejącej linii kolejowej. Rozważano także budowę wydzielonego toru doświadczalnego w okolicach Huty Katowice, aczkolwiek ze względu na problemy z pozyskaniem gruntów na Górnym Śląsku lokalizację zmieniono na Dolny Śląsk. Koncepcja ta została poparta przez ówczesnego dyrektora Dolnośląskiej Dyrekcji Okręgowej Kolei Państwowych, który jako dokładne usytuowanie obiektu wskazywał tereny w okolicach Bielawy i Jelcza. Ze względów ekonomicznych budowa nie została jednak zrealizowana.
W latach 80. ponownie powrócono do idei kolejowego toru doświadczalnego, która została poparta przez Ministerstwo Komunikacji. Po przeprowadzeniu analiz, za najlepsze miejsce dla budowy obiektu uznano teren w okolicach Węglewa. Wybór ten uzasadniano skupieniem w tym rejonie szeregu producentów taboru kolejowego (HCP, Zastal, Pafawag, Fabryka Wagonów Świdnica) oraz zaplecza naukowego (Politechnika Wrocławska, Politechnika Poznańska, Wyższa Szkoła Inżynieryjna w Zielonej Górze, Wyższa Szkoła Oficerska Wojsk Inżynieryjnych we Wrocławiu). Wskazywano również inne zalety, takie jak płaski teren o małym zalesieniu i dobre skomunikowanie z siecią kolejową dzięki stacji Żmigród.

### Budowa
W połowie lat 80. ustalono finalne założenia dotyczące toru, a w styczniu 1986 opracowana na ich podstawie koncepcja budowy została przedstawiona Ministerstwu Komunikacji. Zakładano wówczas, że obiekt, składający się z dwóch okręgów, zostanie zrealizowany w latach 1987–1992. Mały okrąg miał zostać uruchomiony w 1990, a duży miał być realizowany w drugiej kolejności. 24 września 1986 budowa małego okręgu została włączona do Centralnego Programu Badawczo-Rozwojowego 9.3, co miało gwarantować sfinansowanie budowy z funduszy Urzędu Postępu Naukowo-Technicznego i Wdrożeń. Przyznane fundusze były jednak niewystarczające do realizacji całego zakresu, dlatego w styczniu 1987 ograniczono budowę małego okręgu do zakresu umożliwiającego realizację w ramach CPBR. W marcu 1987 zaktualizowano założenia techniczno-ekonomiczne inwestycji, według których do 1990 miał zostać zrealizowany mały okrąg z ograniczonym układem torowym, a do 1994 układ ten miał zostać rozbudowany. Duży okrąg zaś miał być realizowany w okresie od 1994 do 1997.
Ostatecznie w połowie 1987 rozpoczęto budowę małego okręgu. Do II kwartału 1989 przebiegała ona stabilnie i zgodnie z planem. 13 maja 1989 UPTiW wstrzymał finansowanie inwestycji, która była wówczas ukończona w 50%. Dalsze finansowanie budowy zapewniała Dyrekcja Generalna PKP. Inwestycja ponadto była dotowana m.in. przez zakłady przemysłowe, Centralny Fundusz Rozwoju Nauki i Techniki oraz Komitet Badań Naukowych, co pozwoliło utrzymać ciągłość robót. Do końca 1990 wykonane prace stanowiły 82% robót przewidzianych w planie realizacyjnym. Po 1992 nastąpił najtrudniejszy okres budowy związany z transformacją ustrojową. 23 marca 1992 PKP zdecydowało o wstrzymaniu realizacji toru do 1993. Pod koniec 1993, ze względu na zaawansowanie prac i potrzeby badawcze kolei, zdecydowano o ukończeniu budowy.

### Eksploatacja
Początkowo planowano, że obiekt zostanie oddany do eksploatacji w II kwartale 1991. Ostatecznie 3 września 1996 miał miejsce odbiór techniczny toru, a 12 września jego uroczyste otwarcie. Duży okrąg, planowany do realizacji po małym okręgu, nie został wybudowany.
W sierpniu 2016 Thales zakończył wyposażanie toru w system ERTMS/ETCS poziomu 1.

## Plany
W przyszłości planowane jest dostosowanie obiektu do testów pojazdów zasilanych napięciem innym niż 3 kV DC, przykładowo 25 kV AC.

## Położenie
Tor znajduje się w odległości ok. 40 km na północ od Wrocławia, na terenie gminy Żmigród, pomiędzy wsiami Bychowo, Węglewo, Kliszkowice Małe, Łapczyce, Barkówko i Karnice. Ma kształt eliptycznej pętli, która zajmuje powierzchnię 49 ha. Jest on obiektem autonomicznym, żadna z jego części nie jest wykorzystywana w celach transportowych. Dostęp do toru z sieci kolejowej zapewnia łącznica prowadząca do stacji Żmigród i linii kolejowej numer 271.

## Charakterystyka
Pętla toru ma długość 7725 metrów, zbudowana jest z odcinków prostych i łuków o promieniach 600, 700, 800 i 900 metrów. Najdłuższa prosta ma długość 1314 metrów, można na niej uzyskać prędkość 160 km/h. Tor ten miał służyć głównie do testowania różnych rodzajów nawierzchni, dlatego podzielono go na odcinki, na których zastosowano różne typy podłoży torowych, konstrukcje przytwierdzeń i innych elementów składowych nawierzchni.